# Giuseppe Manfredini
Giuseppe Manfredini (Pistoia, dopo il 1710 – dopo il 1780) è stato un cantante castrato e compositore italiano.

## Biografia
Giuseppe Manfredini fu uno degli undici figli di Francesco (1684-1762) e di Rosa degli Antonii: molti di loro divennero musicisti, il più noto essendo stato Vincenzo Manfredini (1737-1799), mentre Giuseppe fu compositore e soprattutto cantante castrato. Nel 1750 lasciò Pistoia, verosimilmente per recarsi a Londra, dato che sei arie da lui composte furono pubblicate in quella città nel 1771. Tra il 1757 e il 1758, come membro della compagnia d'opera di Giovanni Battista Locatelli, giunse con il fratello Vincenzo a San Pietroburgo. Dopo la dissoluzione della troupe di Locatelli, Giuseppe andò a Mosca ove rimase fino al 1766, impegnandosi pure come professore di musica.
Nel giugno 1757, a Padova, interpretò il ruolo di Astarbo nell'opera Rosbale, composta da Giuseppe Scolari (1720-1774) su un libretto di Francesco Silvani. La rappresentazione si svolse durante la "fiera di giugno". Nello stesso anno, durante il carnevale di Ferrara, Giuseppe Manfredini si era prodotto al Teatro Bonacossi nel ruolo di Arbace, personaggio dell'opera Artaserse, composta da Baldassare Galuppi (1706-1785). Durante la Festa della Sensa a Venezia, nel 1758, Manfredini fu di nuovo tra gli interpreti di questo dramma, questa volta nel ruolo di Artaserse, su musica di Giuseppe Scolari e libretto di Pietro Metastasio. La rappresentazione si svolse nel Teatro Vendramin di San Salvatore di Venezia.
Dalla biografia di Mozart si sa inoltre che Manfredini, tornando da San Pietroburgo, fece una visita alla famiglia Mozart a Salisburgo. Un anno dopo, durante un viaggio in Italia, il giovane compositore austriaco incontrò Manfredini nel luglio 1770 a Bologna.

## Opere
- Sei arie con instromenti, manoscritto, Londra, 1752, RISM M 343 (London Academy of Music; British Library).